# 5. tisočletje
Peto tisočletje je peto, tisoč let trajajoče obdobje Gregorijanskega koledarja. Po astronomskem štetju se bo začelo 1. januarja 4001 in bo trajalo do 31. decembra 5000. 

## Astronomski dogodki
- Zemlja bo doživela 2360 Sončevih mrkov

## Dogodki v fikciji
- film A. I. se zaključi okrog leta 4001.